# 吳裕 (元朝進士)
吴裕（?—?），字伯雍，新田（江西省东乡县）人，元末政治人物。

## 生平
性剛强，好德義。至正四年（1344年）举乡试，授赣州会昌县学正。至正十一年，进士第二。授吉安路永新州同知，次年，因红巾军入金溪未赴任，吴裕寫信給韩准。至正十五年（1355年）秋，至永新，又在庐陵抚恤百姓。

## 家族
祖上五代自广信（今上饶）迁居金溪。堂弟吴伯宗，明朝開科狀元。